# Astronidium macranthum
Astronidium macranthum es una especie de planta de flores de la familia  Melastomataceae. Es endémica de Fiyi en Viti Levu y Vanua Levu.
Se desarrolla en selvas sobre los 900 m s. n. m. de altura.